# Oued Laou (Fluss)
Der Oued Laou (im Oberlauf Oued Siflaou genannt) ist ein etwa 70 km langer Küstenfluss im Norden Marokkos. Er führt nur nach langanhaltenden oder heftigen Regenfällen Wasser; ansonsten fällt er mehrere Monate im Jahr weitgehend oder gänzlich trocken.

## Verlauf
Der Oued Siflaou entsteht wenige Kilometer südöstlich von Chefchaouen im Zentrum des Rifgebirges aus der Vereinigung von zwei – besonders nach starken Niederschlägen wasserführenden – Quellbächen, die jeweils auf einer Höhe von etwa 1600 m auf der Westflanke des Jbel Tassouka entspringen. Anfangs fließt er ein kurzes Stück nach Westen, wendet sich danach in Richtung Nordosten, um schließlich bei der Kleinstadt Oued Laou ins Mittelmeer zu münden.

## Nebenflüsse und Stausee
Der Oued Laou hat nur wenige kleinere Nebenflüsse, die jedoch ebenfalls nur zeitweise Wasser führen. In seinem Oberlauf nordwestlich von Chefchaouen wird der Fluss in der maximal 30 Millionen Kubikmeter fassenden Barrage d’Ali Thelat zu Bewässerungszwecken und zur Stromerzeugung aufgestaut.